# Kloster Belbuck
Das Kloster Belbuck (in älterer Literatur oft Kloster Belbog) war ein im späten 12. Jahrhundert gegründetes, ab 1208 auch castrum sancti Petri („Burg des heiligen Petrus“) genanntes und bis 1534 bestehendes Regularkanoniker-Stift des Prämonstratenserordens in Hinterpommern, nahe der Stadt Trzebiatów (Treptow an der Rega) im heutigen Powiat Gryficki (Kreis Greifenberg) der polnischen Woiwodschaft Westpommern.

## Geographische Lage
Die heute nur noch archäologisch fassbare mittelalterliche Klosteranlage stand in Hinterpommern auf einem Hügel im Nordwesten Treptows am rechten Ufer der Rega, die wenige Kilometer weiter nördlich in die Ostsee mündet. In der Neuzeit befand sich an der Stelle das Dorf Belbuck, aus dem nach dem Zweiten Weltkrieg der heutige Treptower Stadtteil Białoboki hervorgegangen ist.

## Geschichte

### Herkunft des Ortsnamens
Am ehemaligen Standort des Klosters auf dem vom Wasser umgebenen Hügel bei Treptow soll sich vor der Christianisierung eine wendische Kultstätte befunden haben, an der der Lichtgott Bialbog verehrt wurde. Der Ortsname Belbog oder Belbuck wird darauf zurückgeführt.

### Klostergründungen von 1170/1180 und 1208
Die Gründung des Klosters Belbuck erfolgte im Zusammenhang mit der im Laufe des 12. Jahrhunderts begonnenen Christianisierung Pommerns und der militärischen Expansion Dänemarks in den südlichen Ostseeraum, die auf eine Unterwerfung der pommerschen Herzöge abzielte; die Herzöge wiederum hatten Interesse daran, durch vorangegangene Kriege entvölkerte und wüst gewordene küstennahe Landstriche wieder zu besiedeln und bewirtschaften zu lassen. Die dortigen Klostergründungen des späten 12. Jahrhunderts wurden dementsprechend maßgeblich durch dänische Konvente beeinflusst.
Nach den Klöstern Grobe auf Usedom und Broda bei Neubrandenburg war Belbuck die dritte prämonstratensische Gründung in Pommern. Das Kloster wurde zwischen 1170 und 1180 (das genaue Datum ist unsicher) vom pommerschen Herzog Kasimir I. gestiftet und mit Regularkanonikern aus dem prämonstratensischen Trinitatisstift im damals dänischen Lund besetzt. Der Herzog überschrieb dem Stift elf Dörfer, von denen jedoch zehn wüst lagen und nur Gunbin (Gummin) noch bewohnt war, und gab ihm die Hälfte des Fischwehrs in der Rega und des Sees Niflose (Lievelose oder der Eiersberger See) mit dem zugehörigen Fischerdorf; außerdem sollte die Kirche in Treptow dem Stift inkorporiert werden, sobald der dortige Priester ausscheide. Die Klosterkirche wurde bereits 1181 vollendet und der Altar eingesenkt.
Das neue Kloster wurde allerdings von seinem Gründungskonvent schon um 1185 wieder aufgegeben, wobei ein über St. Trinitatis in Lund nach Belbuck gelangtes Kalendarium zusammen mit anderen Handschriften an das Zisterzienserkloster Kolbatz gelangte.
Im Jahr 1208 wurde das Stift Belbuck am gleichen Ort von den pommerschen Herzögen Bogislaw II. und Kasimir II., insbesondere auf Betreiben ihrer frommen Mutter Anastasia, der Witwe Bogislaws I., wiederbelebt und erhielt, nachdem die verbliebenen frühen Klosterbauten mit Wehrmauern, Wällen und Gräben umgeben worden waren, den Namen castrum sancti Petri. Reste der Architektur waren noch im 19. Jahrhundert zu sehen. Besetzt wurde es diesmal mit Prämonstratensern aus dem Stift Mariëngaarde bei Hallum in Friesland. Laut der herzoglichen Schenkungsurkunde von 1208 waren zu diesem Zeitpunkt von den elf zuvor geschenkten Dörfern noch immer zehn unbewirtschaftet; zusätzlich wurde nun ein zwölftes, ebenfalls wüstes Dorf geschenkt.
| Ortsname 1170–80/1177 | Ortsname 1208 | Neuzeitlicher Ortsname | Zustand 1170–1180 und 1208 | Anmerkungen                             |
| Gunbin                | Gummin        | Gummin                 | bewohnt                    |                                         |
| Wistrouece            | Wistroweze    | Wustrow                | wüst                       |                                         |
| Mirolauece            | Miroslawece   | ?                      | wüst                       | nicht näher bestimmbar                  |
| Wischou               | Wiscou        | Wischow                | wüst                       |                                         |
| Karcene               | Karzene       | ?                      | wüst                       | möglicherweise Karnitz (früher Carnitz) |
| Darsuue               | Darsuue       | Darsow                 | wüst                       |                                         |
| Brosamuste            | Brosamuste    | nicht näher bestimmbar | wüst                       |                                         |
| Drosdowe              | Drosdoue      | Drosedow               | wüst                       |                                         |
| Kynowe oder Chinowe   | Kynowe        | Kienow                 | wüst                       |                                         |
| Harchouue             | Jarchowe      | Jarchow                | wüst                       |                                         |
| -                     | Latin         | ?                      | 1208 wüst                  | nicht näher bestimmbar                  |
| Strigotine            | Strigotine    | Streckenthin           | wüst                       |                                         |

Siedler aus Friesland wurden geworben und sorgten für den Aufbau einer Gemeinschaft. In der Umgebung des Klosters entstanden insgesamt 16 Kirchen, 32 Dörfer und 2 Nonnenklöster.
Dies wurde vor allem durch die Gunst der pommerschen Herzöge möglich: 1214 erhielt das Kloster von Herzog Bogislaw II. das Dorf Cossalitz am Gollenberg als Schenkung, das 1266 Stadtrecht erhielt und unter dem Namen Köslin bekannt wurde; außerdem erließ der Herzog den Siedlern aus Friesland alle Dienste und Abgaben. Ein beachtlicher Gebietszuwachs trat ein, als die Herzogswitwe Anastasia am 7. Juli 1224 dem Kloster aus ihrem Leibgedinge 26 Dörfer und andere Nutzungen schenkte, mit der Auflage, das unter der Leitung des Abtes im gleichen Jahr in Treptow gegründete Nonnenkloster ausreichend auszustatten. Als Dörfer werden genannt: Prust, Dargislaff, Glansee, Zimdarse, Lewetzow sowie die wüst liegenden Dörfer Glowazo, Betzin (Betsin) und Pogerelitz. Ferner gehören dazu: Triebs, Topatel (Upatel?), Schwedt, Baldekow, Gervin, Jarchow, Scrilove (wüst), Darsow, Suckow, Molstow, Behlkow, Klätkow, Wefelow, Borntin, Görke, Woedtke, Zapplin, Gumtow, Zedlin und Bilowe (wüst) sowie weiter Dörfer im Lande Kolberg, im Lande Pyritz und im Lande Stargard.
Das Nonnenkloster, dessen Standort früher südlich der Wischower Kirche lag, trug den Namen Marienbusch, rubus sanctae Mariae (lateinisch rubus bedeutet Brombeerstaude), und wurde zwischen 1235 und 1240 von Stiftsdamen aus dem Mariëngaarder Tochterstift Bethlehem bezogen. An der Stelle befand sich wegen der dort am Hang der Rega entspringenden zahlreichen Quellen lange Zeit ein Wallfahrtsort, an dem sich Gehbehinderte Heilung erhofften.
Auf Bitten eines Edelmanns namens Dobbeslaus (Dobizlaus), der möglicherweise mit Heinrich von Eichstedt dem Jüngeren identisch ist, schenkte Herzog Wartislaw III. dem Kloster Belbuck 1228 das Dorf Necore und einen Fließ beim Dorf Derivante. 1236 verkaufte selbiger Herzog dem Abt des Klosters den halben Teil des Landes Treptow für 140 Mark. Als der Herzog sich 1240 in Kammin aufhielt, schenkte er dem Kloster u. a. die Heide Riman, mit den Dörfern Roman (Rymań), Reselkow (Rzesznikowo), Sternin (Starnin) und Lestin (Leszczyn). Im Jahr 1242 erwarb der Abt von Wartislaw III. Treptow an der Rega sowie die Dörfer Nistreskow und Cricuz für 100 Mark. 1254 erhielt das Kloster zudem 600 deutsche Hufen in Saretiz an der Drawe, um dort ein Kloster anzulegen. 1255 schenkte der Herzog auch das Dorf Carwou mit 100 Hufen Land. Seit 1263 erhielt das Kloster jährlich 15 Mark vom Herzog. Sein Besitz wurde dem Kloster 1269 von Herzog Barnim I. bestätigt. Das Kloster wurde durch weitere Schenkungen zu einem der reichsten Klöster Pommerns.
Am Anfang des 14. Jahrhunderts gehörte dem Kloster der gesamte Küstenstrich an der Ostsee zwischen dem See Niflose (Eiersberger See mit dem Abflusskanal Lieblose) und dem später untergegangenen Dorf Dwerin. Der Abt übte die Lehenshoheit über eine zahlreiche Ritterschaft aus, die ihm gegenüber zu Dienstleistungen verpflichtet war. Das Kloster hatte mit dazu beigetragen, dass Treptow zu einer blühenden Stadt heranwuchs; so wurde mit Unterstützung des Abtes der Treptower Hafen an der Mündung der Rega in die Ostsee weiter nach Westen verlegt. Etwa die Hälfte der Stadt gehörte dem Kloster, und die Herzöge scheuten sich nicht, diesen Teil der Stadt vom Abt des Klosters zu Lehen zu nehmen.
In den zwanziger Jahren des 14. Jahrhunderts brach der langanhaltende, sogenannte ‚Regastreit‘ zwischen der Stadt Greifenberg und dem Kloster Belbuck aus, eine Fehde, bei der es um die freie Schifffahrt auf der Rega von der Stadt Greifenberg bis zur Ostseeküste ging. Für den Betrieb einer Wassermühle war unter dem Abt Nathan Wasser aus der Rega in einen Seitenkanal und ein Staubecken geleitet worden. Einerseits war der neue Seitenkanal für Schiffe nicht passierbar, andererseits war durch die Baumaßnahme der Wasserspiegel der Rega bei dem Kloster dermaßen tief abgesunken, dass das Flussbett dort für größere Schiffe unpassierbar geworden war. Im Laufe der Auseinandersetzung wurde auch Papst Johannes XXII. angerufen, der seinerzeit in Avignon residierte. Schließlich zerstörten Greifenberger Bürger die Stauanlage, und das Kloster war gezwungen, die Wassermühle durch eine Reihe von Windmühlen sowie Mühlen zu ersetzen, die von Pferden angetrieben wurden.
Um 1374 wurde in der Klosterkirche zu Belbuck Herzog Bogislaw V. von Pommern bestattet.
Die Ländereien des Klosters grenzten an den Lehensgutsbesitz der Familie Manteuffel, die in Kölpin ein Stammhaus hatte und eine Burg besaß. Im 15. Jahrhundert kam es zu einer Fehde zwischen dem Abt des Klosters und dem damaligen Rittergutsbesitzer, in deren Verlauf die Prämonstratenser sowie Bürger der Städte Kolberg und Treptow im Jahr 1432 die Burg eroberten und zerstörten, wobei Heinrich Manduvel den Tod fand. Da die Chorherren den Sieg am Tag Peter und Paul errungen hatten, feierten sie fortan jährlich diesen Gedenktag besonders und sangen dann das Te Deum laudamus.
Zur Zeit der Reformation wurde das Kloster von dem Abt Johann Boldewan geleitet, der dort für seinen Konvent eine zuvor nie vorhanden gewesene theologische Lehranstalt gründete. Als Lehrkraft gewann er u. a. auch den aufgeklärten Johannes Bugenhagen, um den sich im Kloster ein reformatorischer Kreis bildete.
Nach der Reformation verfiel das Kloster, und 1523 wurde es von dem bereits betagten Herzog Bogislaw X., der dem römisch-katholischen Glauben bis zu seinem Tod treu blieb, ganz aufgehoben; die Besitztümer des Klosters zog der Herzog ein.

### Verfall der Klostergebäude
Bei einer Visitation von 1558 wurde ein starker Verfall der Klostergebäude verzeichnet: alle Fenster waren aufgerissen, und die Mauern und Dächer verfielen. Am Osterdienstag 1560, morgens um fünf Uhr, verursachte ein durch Blitzschlag hervorgerufener Brand weitere Zerstörungen, insbesondere an der Klosterkirche oder Kirche St. Peter und Paul, die einst groß und prächtig gewesen sein soll, nur das Prioratshaus war noch bewohnbar. Der Kirchturm blieb noch 56 Jahre lang stehen; er stürzte am Osterdienstag 1616 am helllichten Tag ein. Drei Jahre später standen lediglich noch die Umfassungswände des ehemaligen Gotteshauses. Zuletzt wurden im Jahre 1633 eine Vielzahl der Steine zerstörter Gebäude für den Neubau des fürstlichen Schlosses in Treptow genutzt. 1676 wurde die ehemalige Klosteranlage als wüste Stelle bezeichnet. Lediglich Mauerfragmente überdauerten vereinzelt noch bis in das 18. Jahrhundert.
Über den späteren Verbleib der Grabstätte Herzog Bogislaws V. im Kloster Belbuck fehlen gesicherte historische Erkenntnisse. Zwar ist vermutet worden, dass eine Steinplatte auf dem alten Altar der Marienkirche zu Treptow, die eine männliche und zwei weibliche Figuren zeigt und die Inschrift ‚Bogislaus Vtus, ejus uxor Mechtildis et filia Margaretha‘ trägt, die Grabplatte sein könnte, doch ist dies von Oelrichs aus genealogischen Gründen bezweifelt worden.

### Tochtergründungen
Im Jahre 1224 wurde in der Nähe des Klosters Belbuck auch ein Frauenstift gegründet, das Kloster Marienbusch, das aber schon 1286 nach Treptow verlegt wurde. Es stand im Südosten von Treptow im heutigen Stadtteil Wyszkowo (Wischow).
Dem Abt von Belbuck unterstand außerdem das 1288 gegründete Nonnenkloster zu Stolp. 1669 zog Herzog Barnim II. die Güter dieses Klosters ein und wies dafür den Klosterfrauen bestimmte Einkünfte zu. Dadurch konnte diese kirchliche Einrichtung als Frauenstift weiterbestehen.

## Äbte
Die folgende Liste der Äbte des Klosters Belbuck beruht, soweit nicht anders vermerkt, auf der Zusammenstellung Hermann Hoogewegs.
| Name                        | Regierungsjahre     | Anmerkungen                                                 |
| --------------------------- | ------------------- | ----------------------------------------------------------- |
| Dodo                        | 1216–1219           |                                                             |
| Otto                        | 1224–1243           |                                                             |
| Sigebodo                    | 1243                | nur Wahl belegt                                             |
| Hesselus                    | 1251                | Prior von Prag; nimmt die Wahl nicht an                     |
| Bavo                        | 1251–1259           | nach 1259 Abt von Grobe                                     |
| Simon                       | 1263                |                                                             |
| Wiardus                     | 1265–1268           | vorher und nachher Abt von Grobe                            |
| Mauritius                   | 1270                |                                                             |
| Thomas                      | 1273                |                                                             |
| Albert                      | 1279                |                                                             |
| Thidbold                    | 1283–1290           |                                                             |
| Siegfried                   | 1293                |                                                             |
| Nathan                      | 1305–1310           |                                                             |
| Gerhard                     | 1318–1319           |                                                             |
| Diethard                    | 1320–1322           |                                                             |
| Arnold                      | 1328–1341           |                                                             |
| Wilhelm                     | 1350                |                                                             |
| Bernhard                    | 1354–1373           |                                                             |
| Nikolaus                    | 1377–1380           |                                                             |
| Andreas                     | 1383–1389           |                                                             |
| Bernhard Buckow oder Butzow | 1393–1409           |                                                             |
| Nikolaus                    | 1419–1421 oder 1428 |                                                             |
| Nikolaus Volske             | 1428 oder 1434–1435 |                                                             |
| Gregor                      | 1436–1461           |                                                             |
| Nikolaus von Winterfeld     | 1467–1477           | vgl. von Winterfeldsche Familiengeschichte 1858             |
| Konrad von Winterfeld       | 1480–1491           |                                                             |
| Stanislaus                  | 1492–1503           |                                                             |
| Joachim                     | 1504–1507           |                                                             |
| Heinrich Beggerow           | 1508–1516           |                                                             |
| Johann Boldewan             | 1517–1522           | zuvor kurze Zeit Abt von Grobe; nach 1522 zeitweise in Haft |

## Weitere Persönlichkeiten
- Johannes Bugenhagen (1485–1558), war Lehrer an der Klosterschule, bevor er als Reformator Stralsunds hervortrat.
- Christian Ketelhot (1492–1546), war Chorherr des Klosters.

Wappen des Klosters Belbuck.

## Wappen
Das Wappen des Klosters Belbuck zeigt einen diagonal von rechts unten nach links oben angeordneten Torschlüssel, gekreuzt mit einem dahinter liegenden, diagonal von links unten nach rechts oben angeordneten Schwert, mit den Griffen nach unten, der Schlüsselbart schräg nach rechts oben weisend. Schlüssel und Schwert symbolisieren die Rollen der beiden Klosterpatrone, des Apostels Petrus als Pförtner am Himmelstor und des Apostels Paulus als Verteidiger des Glaubens. Das Schlüsselsymbol ist später im Wappen der Stadt Treptow a.R. erhalten geblieben.